# 2020年英格奈姆列车脱轨事故
2020年英格奈姆列车脱轨事故发生于2020年3月5日，一辆TGV在法国下莱茵省英格奈姆附近的高铁东线脱轨，列车司机及348名乘客中的21人受伤。

## 事故
一辆科尔马至巴黎的法国高速列车于当地时间07:45（06:45 UTC）在英格奈姆至塞索尔赛姆区间发生脱轨，涉事列车为Euroduplex 4707编组。事故发生时，列车以270每小時（170英里每小時）速度行驶。列车的前五节车厢脱轨。列车载有348名乘客，其中21名乘客受伤，另有列车司机重伤，司机被紧急空运至斯特拉斯堡的Haute-Pierre医院。102名國家憲兵、99名消防员和10名SAMU特工参与救援，乘客由巴士疏离现场。
事故由山体滑坡导致，事故发生后，该线路停止运营。